# Ács (Ungarn)
Ács ist eine ungarische Stadt im Kreis Komárom im Komitat Komárom-Esztergom.

## Geografische Lage
Ács liegt 32 Kilometer nordwestlich des Komitatssitzes Tatabánya, 9 Kilometer südwestlich der Kreisstadt Komárom, am rechten Ufer der Donau. Nachbargemeinden sind Csém, Kisigmánd, Nagyigmánd, Bábolna, Bana und Nagyszentjános. Am gegenüberliegenden Ufer der Donau liegt die slowakische Gemeinde Zlatná na Ostrove.

## Geschichte
Ács war in römischer Zeit eine Siedlung in der Provinz Pannonien. Es gab zwei römische Castra, Ad Mures und Ad Statuas, in der Gegend.
Eine Urkunde aus dem 13. Jahrhundert nennt einen Iwan de As, eine weitere Urkunde von 1346 nennt den Ort Alchy.
In den 1860er Jahren wurde durch Conrad Patzenhofer eine Zuckerfabrik in Ács gegründet, die einen wirtschaftlichen Aufschwung am Ort bewirkte.
Im Jahr 1913 gab es in der damaligen Großgemeinde 888 Häuser und 5543 Einwohner auf einer Fläche von 15.396 Katastraljochen. Sie gehörte zu dieser Zeit zum Bezirk Gesztes im Komitat Komárom.
Im Jahr 1970 wurde der Ort zur Großgemeinde erklärt (nagyközség). Die Zuckerfabrik Ács wurde im Zuge der Restrukturierung der ungarischen Zuckerindustrie 2001 stillgelegt. Am 1. Juli 2007 erhielt Ács den Status einer Stadt.

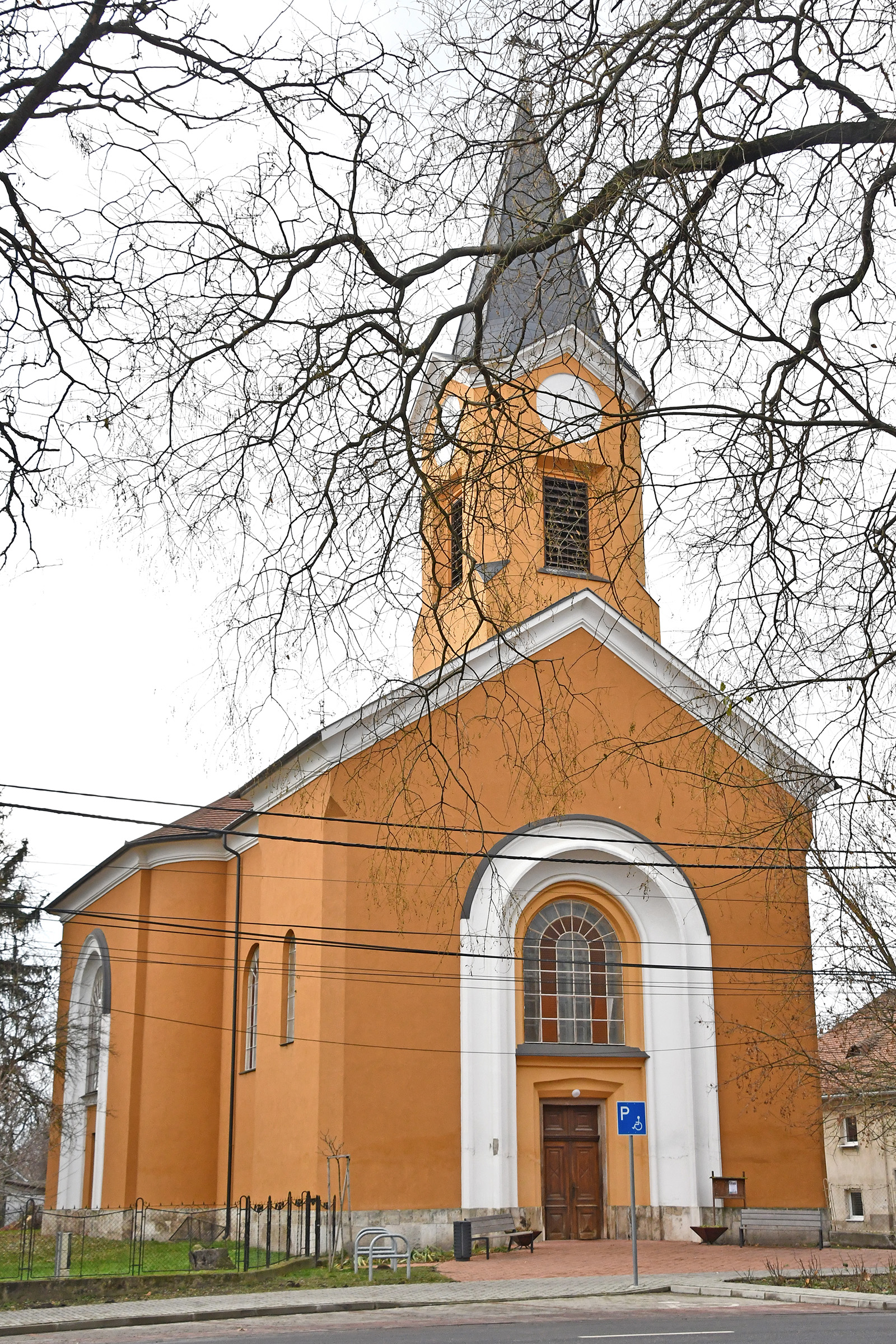
Römisch-katholische Kirche Szűz Mária
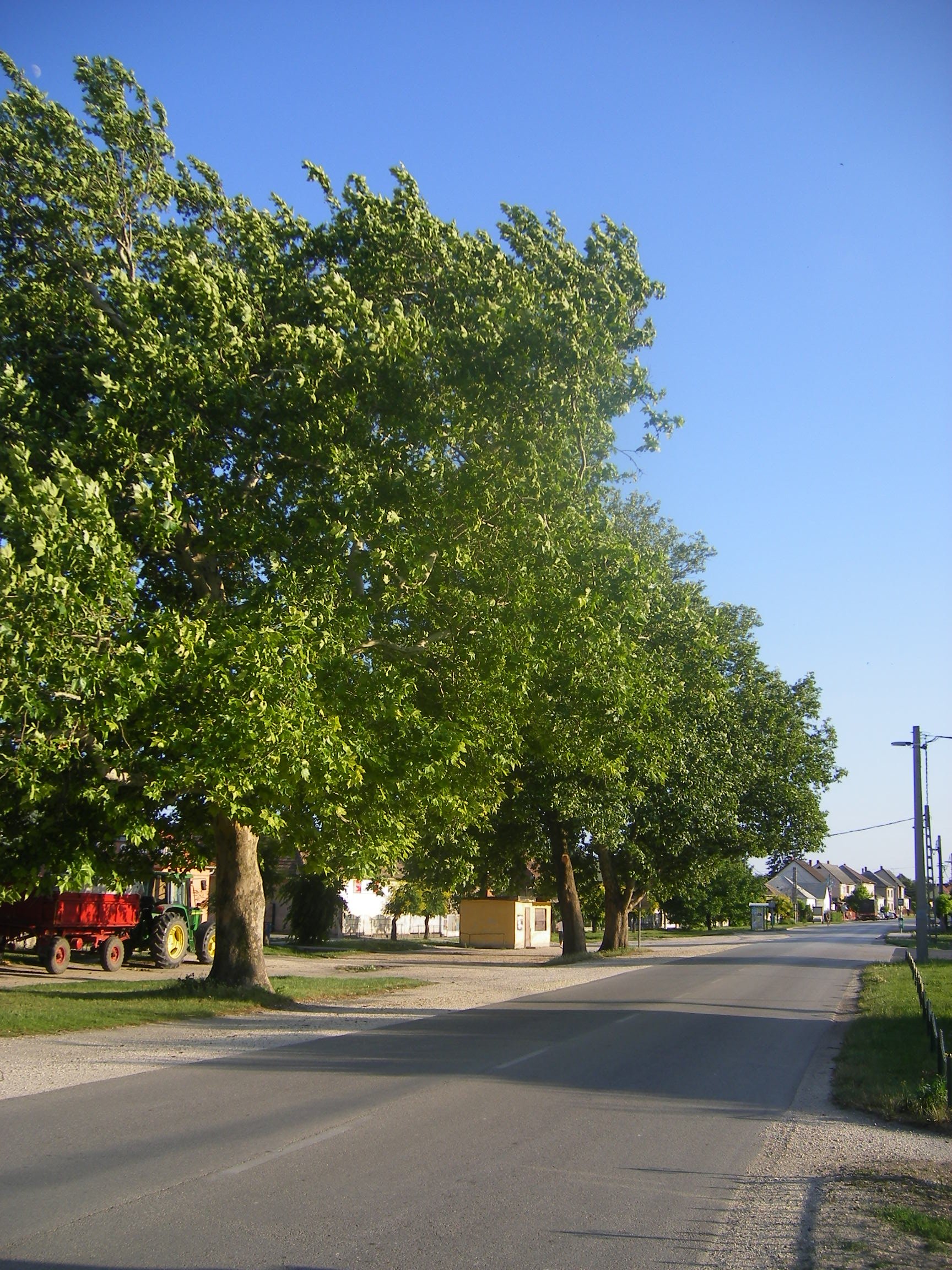
Straße (Komáromi utca)
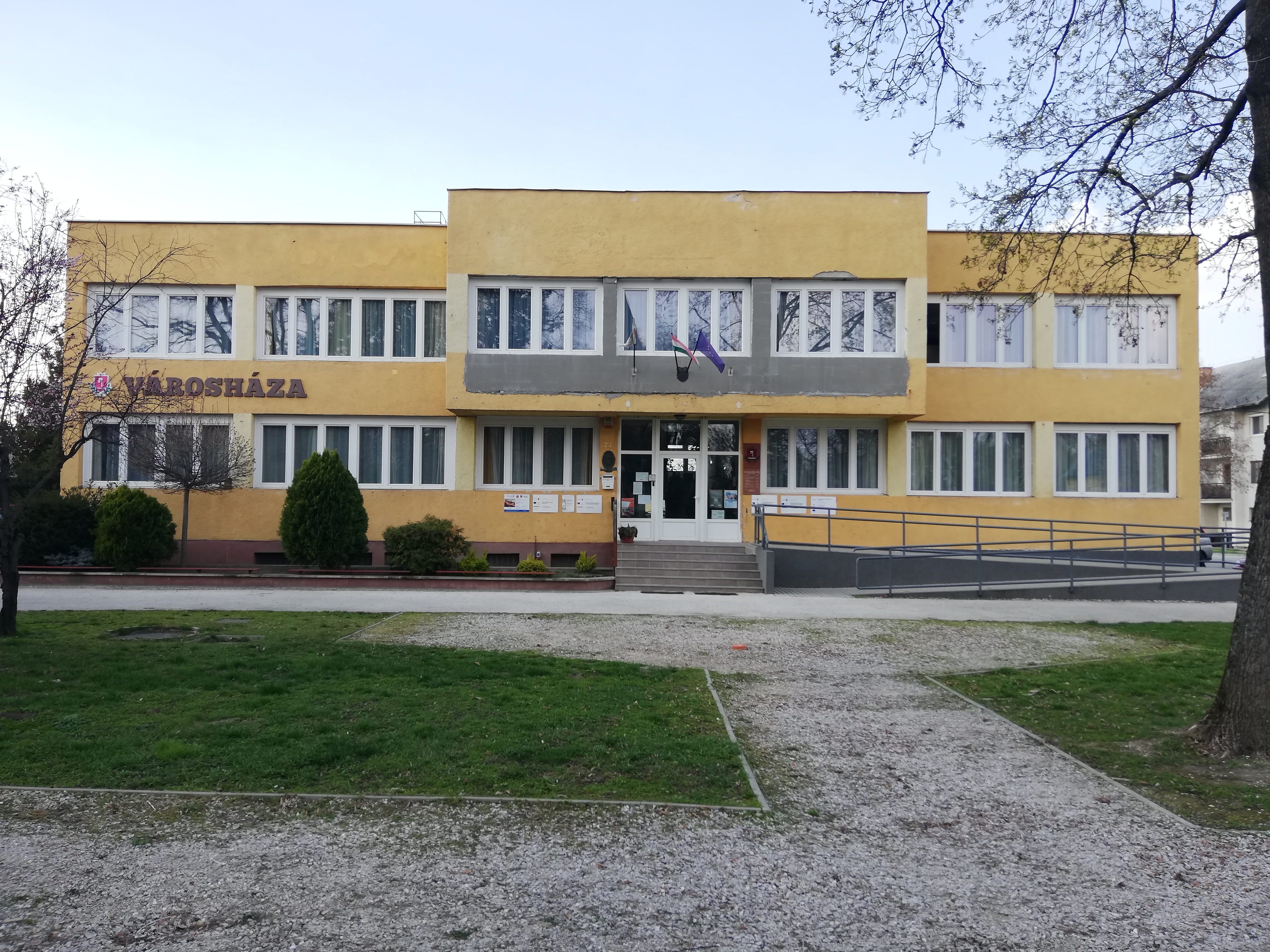
Rathaus
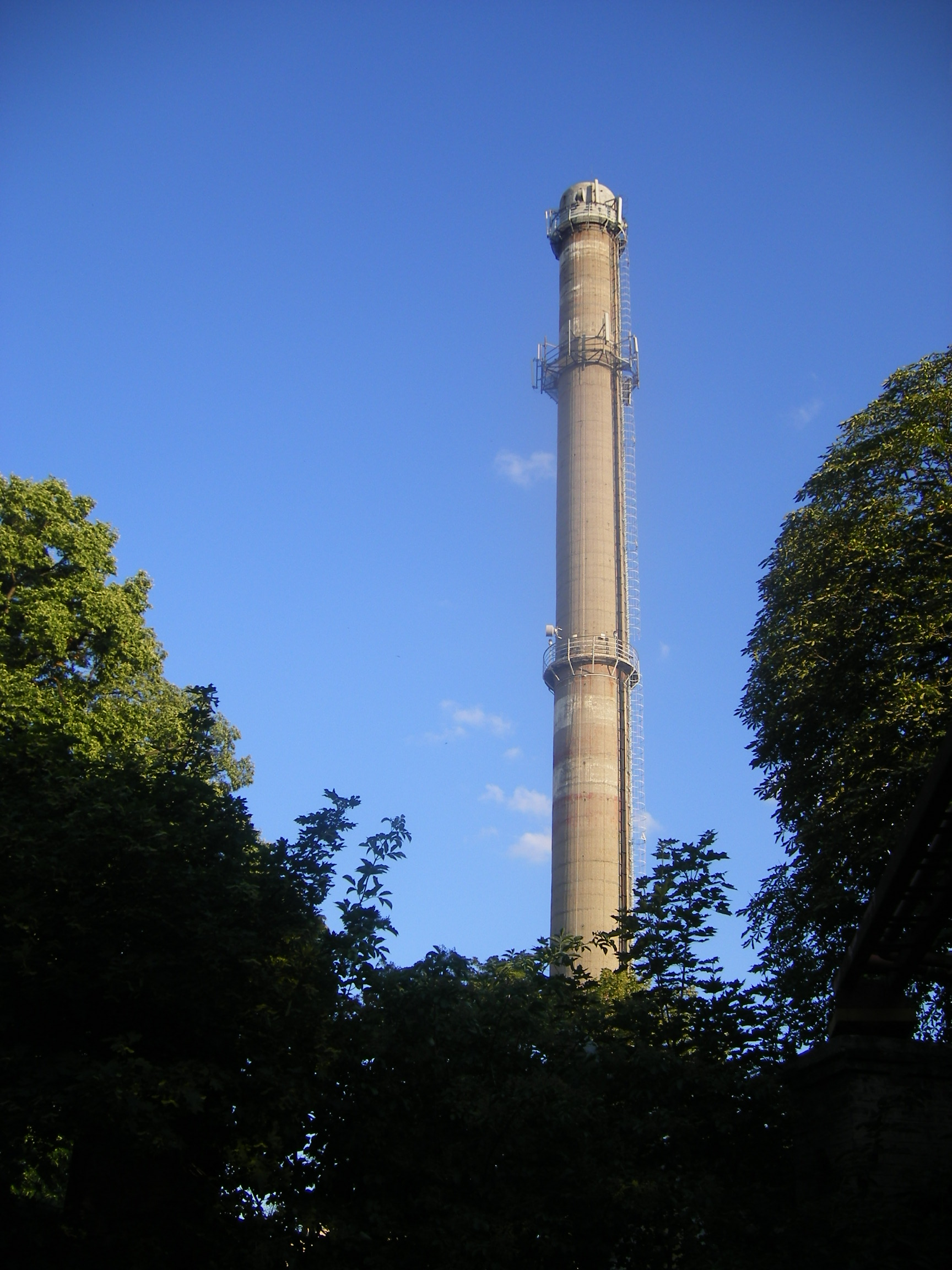
Schornstein der ehemaligen Zuckerfabrik
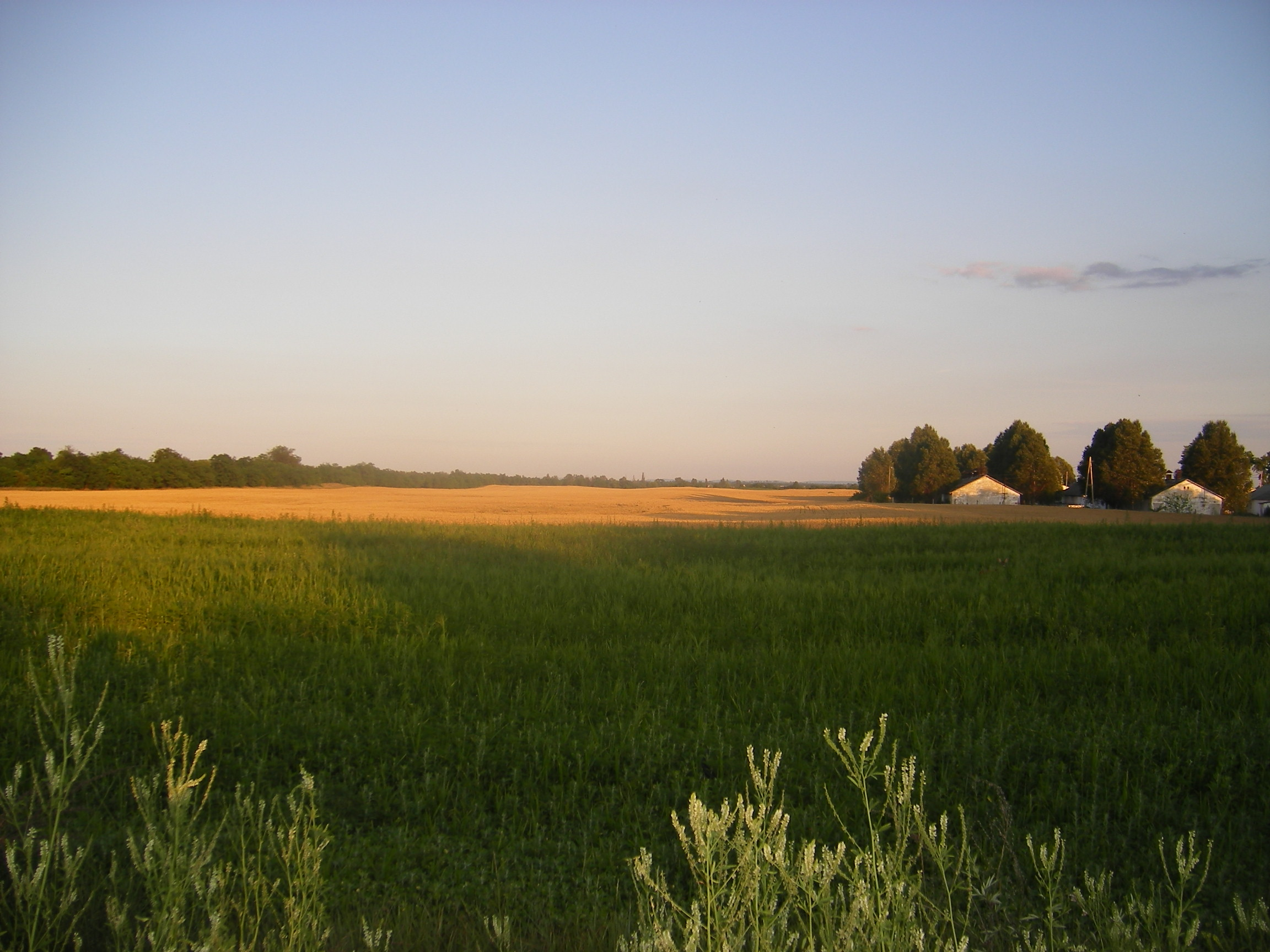
Landschaft nördlich von Ács